# Kerk van Hornhuizen
De kerk van Hornhuizen is een zaalkerk uit de 19e eeuw in de Groninger gemeente Het Hogeland. De toren van de kerk dateert uit de 15e eeuw en valt erg op door de gele lantaarn. Sinds 1978 is de kerk in het bezit van Stichting Oude Groninger Kerken. Het kerkgebouw doet nu dienst als dorpshuis.

## Beschrijving
De kerk werd gebouwd als onderdeel van het naburige Oldeklooster rond 1170. Deze kerk is echter afgebrand in 1247 in een strijd tussen twee partijen in Hunsingo, zoals vermeld wordt door abt Menko. Een andere mogelijke verklaring voor de brand zou het open vuur in de toren kunnen zijn geweest. Kerktorens langs de kust werden namelijk gebruikt als vuurtorens. Na deze brand eiste de bisschop van Münster een schadevergoeding. Er werd gestart met de bouw van een vervanger in romaanse of laat-romaanse stijl. Het is niet zeker wie de beschermheilige was van de kerk. Afgaande op een zegel van pastoor Rembertus uit 1414 was het Maria, maar volgens een zegel van pastoor Derck uit 1515 zou het ook Nicolaas kunnen zijn geweest. In 1850 is de huidige neogotische kerk gebouwd op de fundamenten van de voorganger die wat groter was. In 1989 en 1996 zijn uitgebreide restauraties uitgevoerd. In 1989 werden de torenbekroning, het dak en het muurwerk hersteld en in 1996 volgden het interieur en het exterieur van kerk en toren.

### Exterieur
De huidige kerk van donkere waalsteen heeft een driezijdig gesloten koor. Twee van deze zijden hebben een spitsboogvenster, de middelste zijde heeft een deur, welke niet meer in gebruik is. De noord- en zuidgevel zijn met lisenen verdeeld in vier traveeën. Elke travee heeft ook een spitsboogvenster.
De laatgotische toren dateert uit de 15e eeuw en bestond uit twee geledingen. In 1815 was de toren in een dusdanig vervallen staat dat de bovenste geleding sneuvelde. In 1818 brak men de toren verder af tot deze op de hoogte van de kerk kwam. Enkele jaren later kreeg de toren het huidige tentdak met de gekleurde lantaarn. Schuin geplaatste steunberen op de westelijke hoeken schoren de toren al vanaf de bouw. Aan de noordkant van de toren bevindt zich een gemetselde traptoren die toegang verschaft tot de verdiepingen van de toren en de kerkzolder. Er zijn nog gewelfaanzetten zichtbaar in de onderste torenruimte. Een houten trap in de toren leidt naar het oksaal. Het uurwerk uit 1679 is van de hand van Meister Derck Elles tot Suithom en het bevindt zich op de eerste verdieping van de toren. Dit uurwerk heeft een ingeslagen inscriptie met maker en jaartal. De klok is in 1617 gegoten door Hans Falck van Neurenberg en in 1818 overgeplaatst van de kerk van Ranum bij Winsum, welke in 1815 werd afgebroken.
De toren is een van de momenteel acht locaties van het project 'Landmerken'. De torens van alle betrokken kerken bieden namelijk een weids uitzicht over het landschap. Zo biedt de kerktoren van Hornhuizen een goed uitzicht over het wad en kan Schiermonnikoog gezien worden. In de toren is ook nog graffiti te zien met onder andere een boodschap van Franse soldaten die in 1810 in Hornhuizen gelegerd waren.

### Interieur
De kerk heeft een gedrukt houten tongewelf. De vloer is gelegd met plavuizen en bevat een aantal grafzerken. Het meeste meubilair kon worden behouden na de bouw van de nieuwe kerk in 1850, al kwam er wel een nieuwe preekstoel. In 1800 heeft men torenmuur achter het orgel beschilderd met een balk en draperieën.
Het interieur van de kerk bevat ook een aantal stukken die afkomstig zijn van bewoners van de nabijgelegen Tammingaborg te Hornhuizen, welke in 1802 afgebroken is. De eigenaren van deze borg waren zeer verweven met, zo niet van, Friese adel. Zo bevindt zich in het koor een herenbank uit het begin van de 18e eeuw met het alliantiewapen van Meckema Van Aylva-Camstra, geflankeerd door twee schildhouders in de vorm van goud-zilveren eenhoorns. Deze herenbank is hoogstwaarschijnlijk geschonken door de toenmalige eigenaren van de Tammingaborg, Hans Willem van Aylva en zijn vrouw Barbara van Camstra. Hans Willem was de kleinzoon van Scipio Meckema van Aylva, Heer van Tammingaborg, Hornhuizen en Kloosterburen. Scipio was de broer van de schoonzoon van Julius van Meckema en diens vrouw Lucia van Dekema († 1638 en 1652), van dit paar ligt ook een gebeeldhouwd hardstenen zerk in de kerk. 
In het koor bevindt zich ook een nog ouder zandstenen grafzerk met bronzen wapenschild van Allert Tamminga († 1498), dit wapenschild zou ook later door de familie Van Ewsum gevoerd worden. Allert was de zoon van Onno Tamminga en Emeke Asinga. In 1509 was Emeke eigenaresse van zowel de Tammingaborg te Hornhuizen als de Asingaborg te Warffum.
De kerk is in het bezit van een Statenbijbel uit 1682. De eerder genoemde Hans Willem van Aylva laat deze bijbel na aan de kerk van Hornhuizen, zijn erfgenamen dragen de bijbel over op 30 juli 1776. Deze 11,5 cm dikke bijbel van wel 7,5 kg is bijzonder rijk versierd voor een bijbel in de ietwat sobere protestantse traditie. De kapitalen aan het begin van de pagina's zijn zeer uitbundig en ook staan er veel landkaarten in, bijvoorbeeld van het paradijs. De bijbel heeft twee zilveren boeksloten met de wapens van de ouders van Hans Willem van Aylva: Douwe Ernst van Aylva en zijn vrouw Tjemke van Heemstra. Verder is de kerk nog in het bezit van een avondmaalsbeker uit 1684, vervaardigd door Gerardus ter Beek en een gemarmerde avondmaalstafel uit de 18e eeuw.

#### Orgel
Het orgel is oorspronkelijke gemaakt als huisorgel in het midden van de 18e eeuw voor de heer Stipriaan Luïscius te Delft. In 1820 werd het orgel door Hermanus Knipscheer overgebracht naar het Blinden-instituut te Amsterdam. In 1832 kochten de kerkvoogden van Hornhuizen dit orgel aan. De firma J. Bätz & Co. uit Utrecht verzorgde de verhuizing en de plaatsing van het orgel in de loop van 1832-'33. Het orgel was destijds in het bezit van een hoofdwerk met zeven stemmen, een neven- of onderwerk met drieënhalve stem en een aangehangen pedaal. In 1851 werd het orgel voorzien van een nieuw front door Petrus van Oeckelen. Het orgel werd toen geplaatst in de nieuwe kerk als balustradeorgel op het oksaal, gedragen door twee gemarmerde Ionische zuilen. Op de balustrade werd ook een lessenaar geplaatst. In 1900 werd het orgel verkleind door J. Doornbos. Hij verwijderde het tweede werk en hij plaatste dit later in de Doopsgezinde kerk te Noordhorn. Het orgel werd in 1960-‘62 ingrijpend gerestaureerd door de firma H.J. Vierdag uit Enschede. De musicerende engelen op de orgeltorens en het medaillon onder het pijpenfront met afbeeldingen van instrumenten zouden nog uit de 18e eeuw kunnen dateren. Het orgel is nog steeds in het bezit van het aangehangen pedaal (C-d') en heeft de volgende dispositie:
| Manuaal (C-e") |                 |
| -------------- | --------------- |
| Bourdon        | 16 vt vanaf C   |
| Holpijp        | 8 vt            |
| Octaaf         | 4 vt            |
| Fluit          | 4 vt            |
| Fluit          | 2 vt            |
| Mixtuur        | 1 1/3 vt 2-3 st |

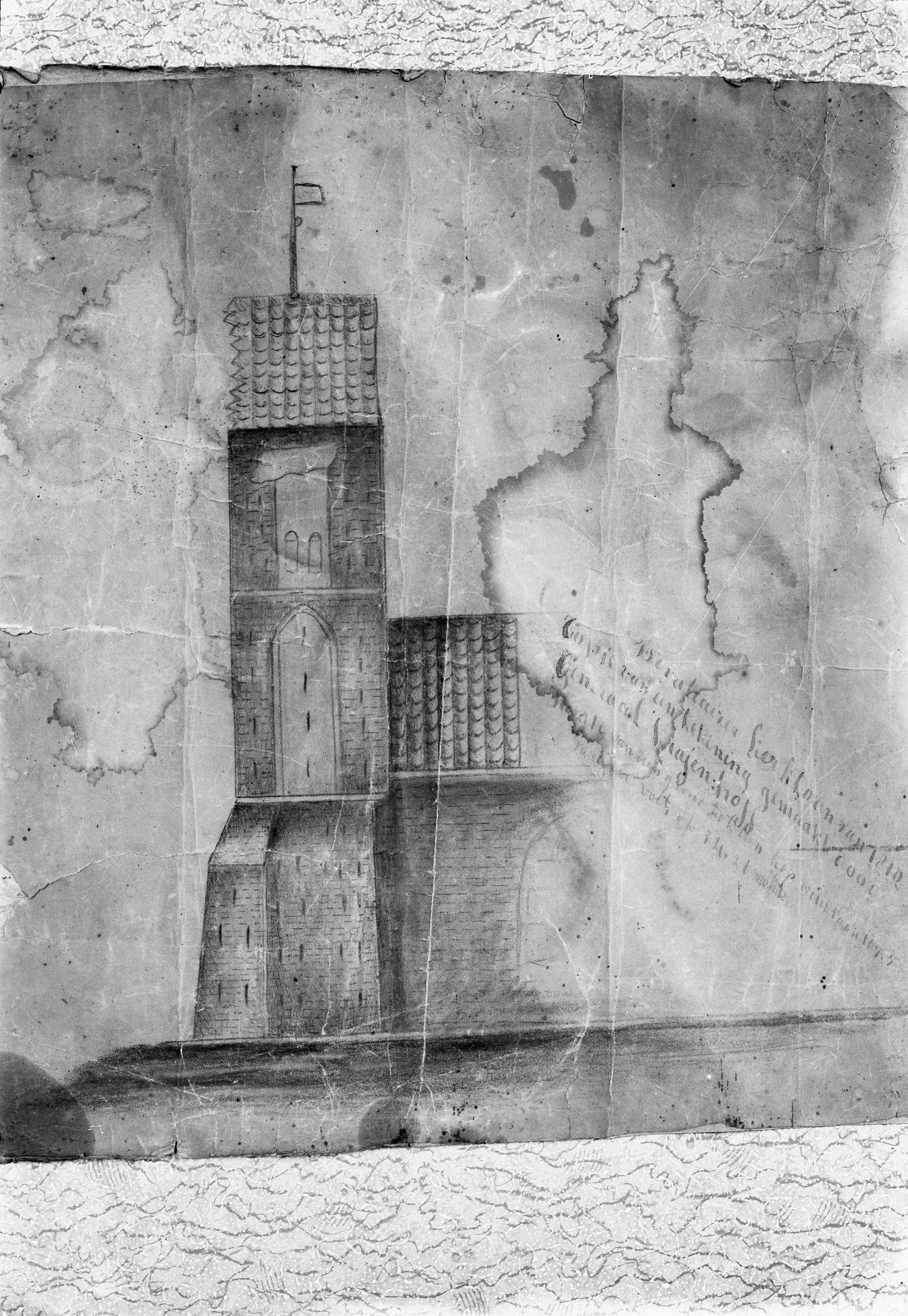
De vroegere toren op een tekening uit 1695
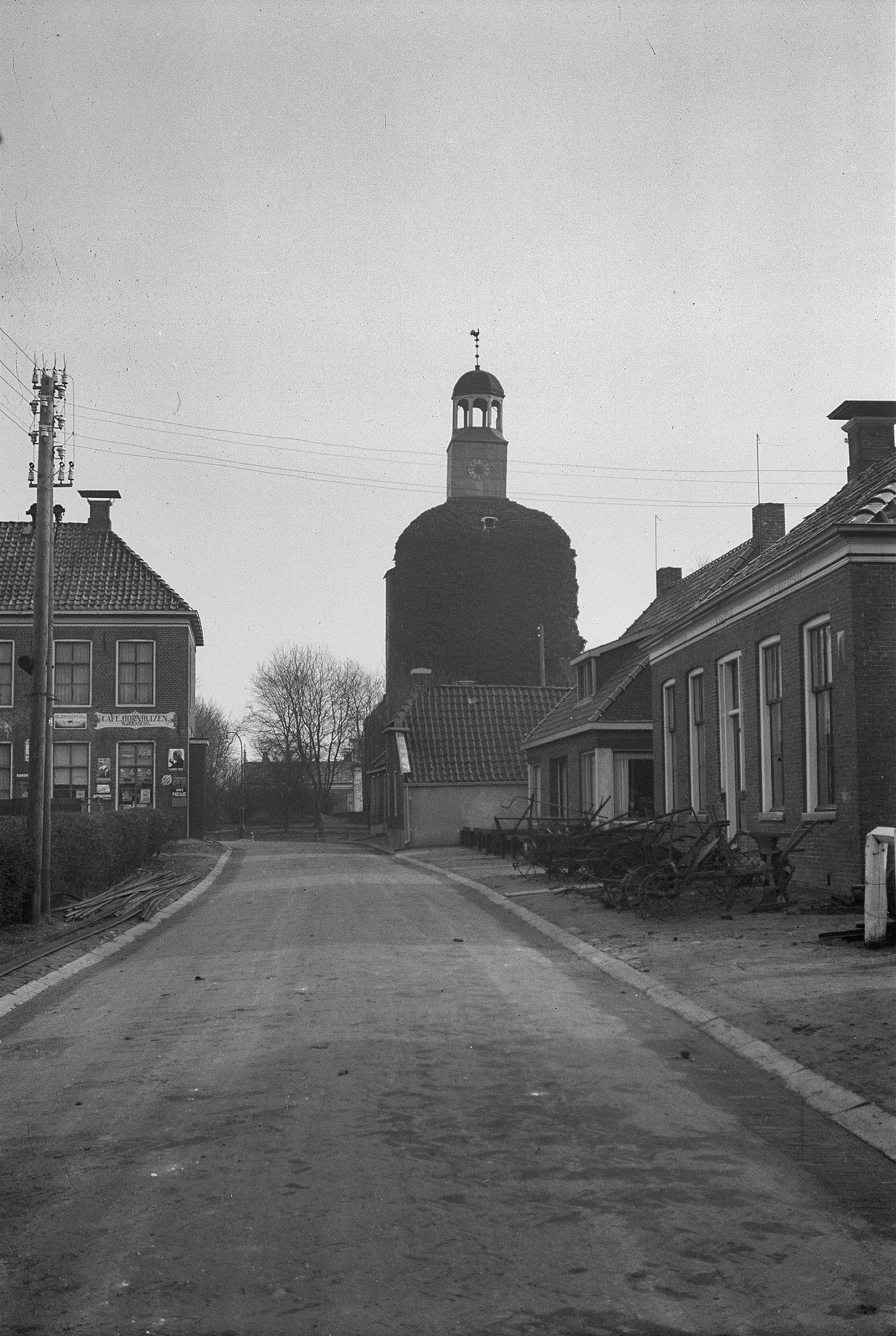
De toren in 1936, toen deze bijna volledig begroeid was met klimop.
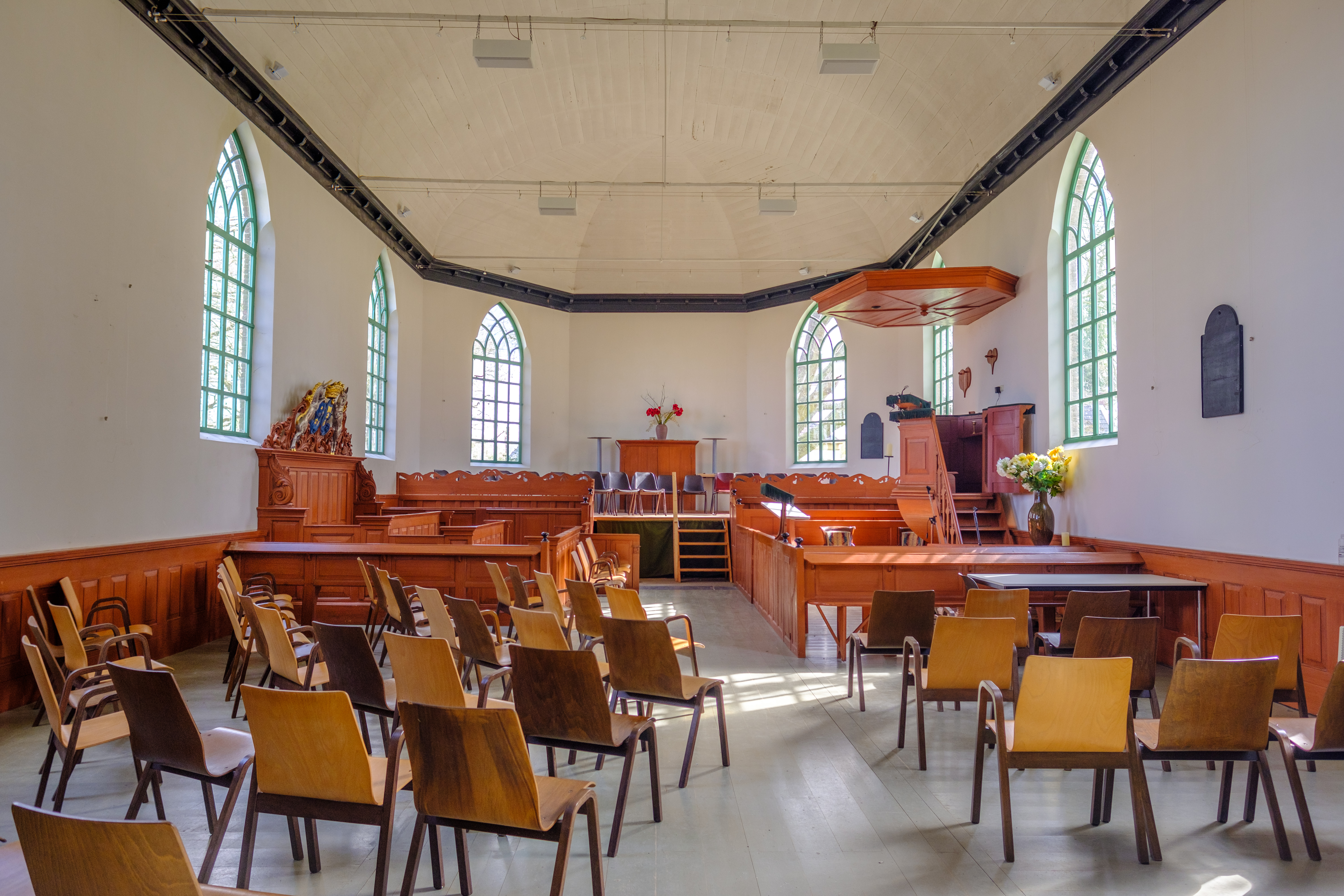
Interieur naar het oosten
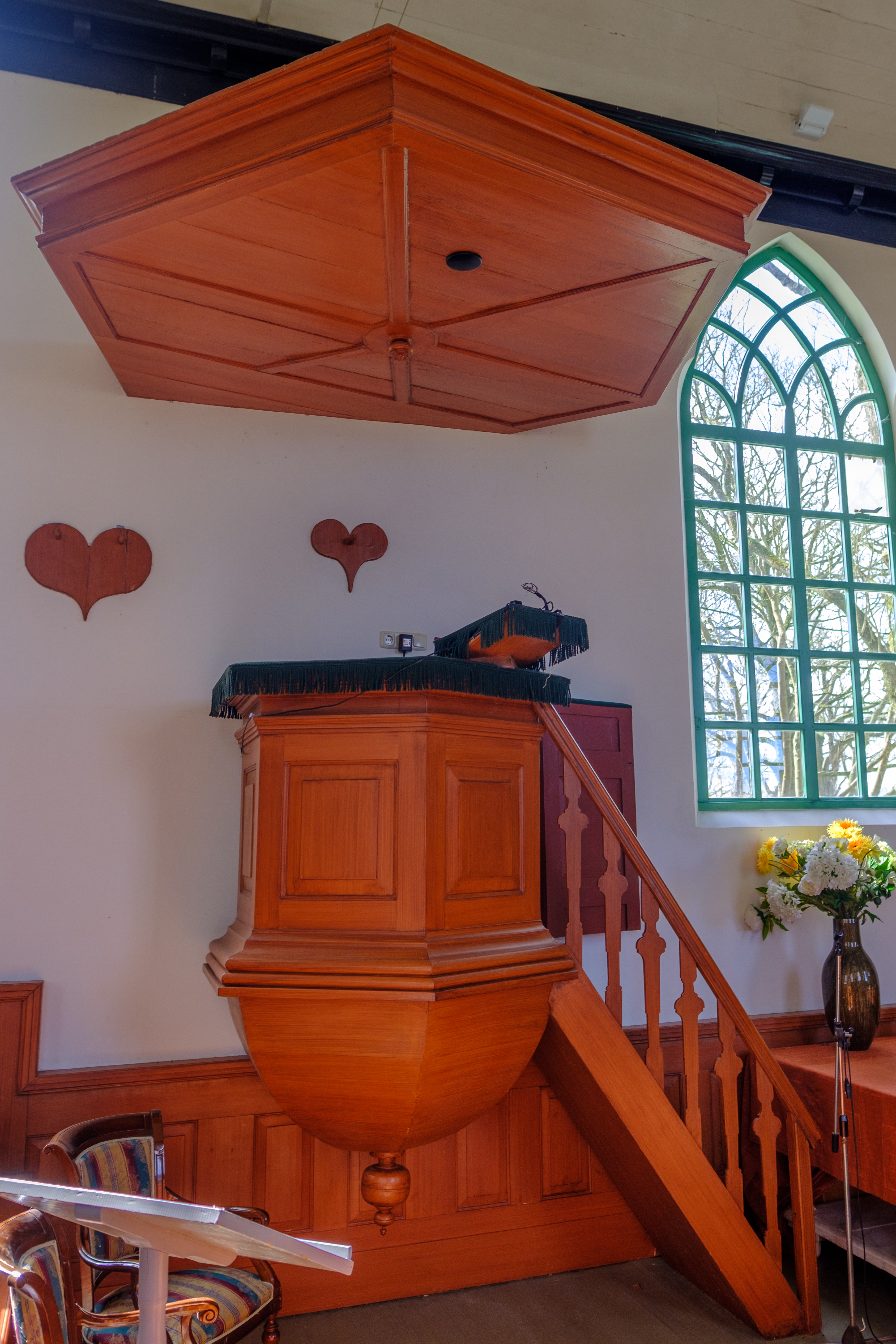
Kansel
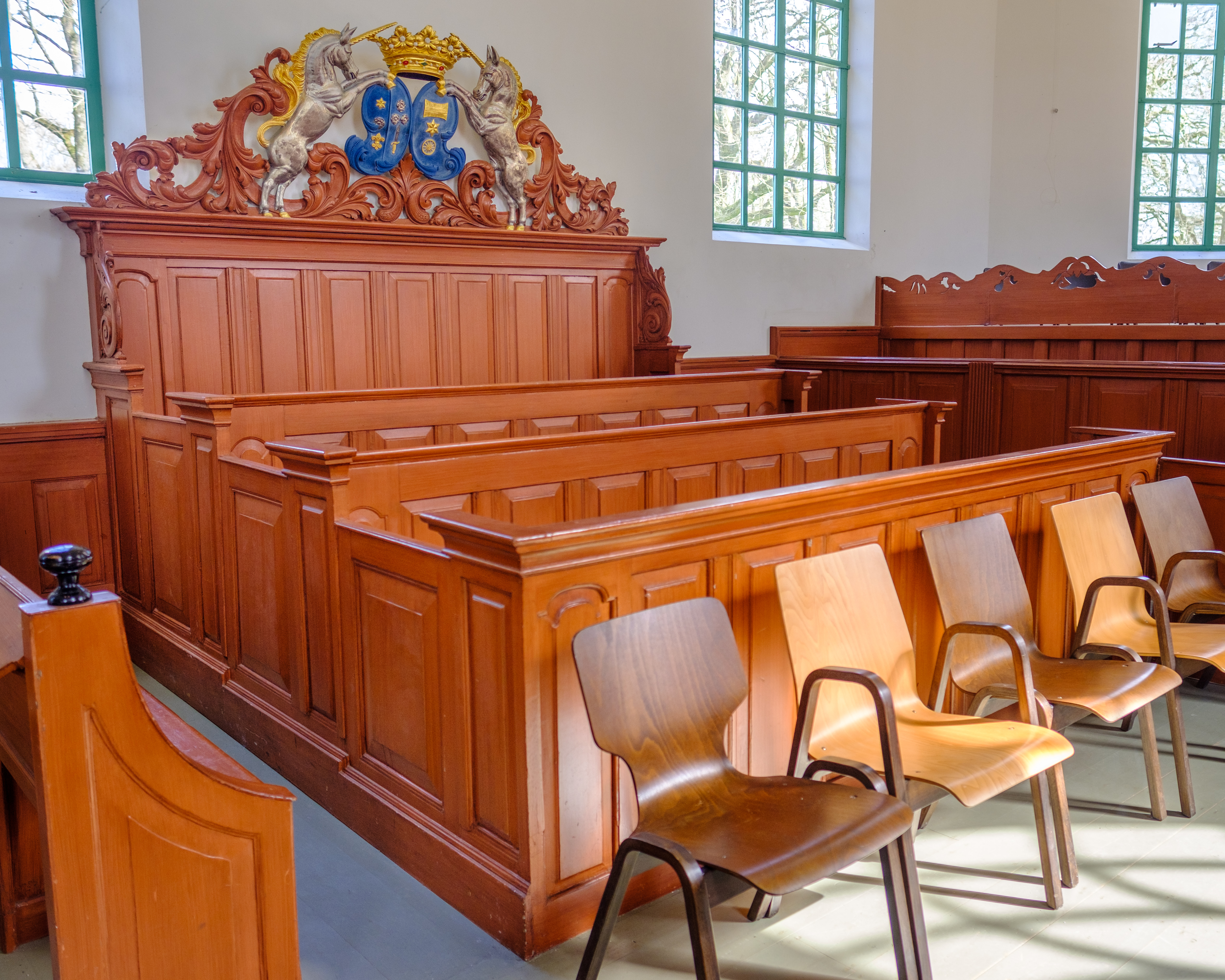
Herenbank uit ca. 1730 met het alliantiewapen Meckama van Aylva-van Camstra van de Tammingaborg
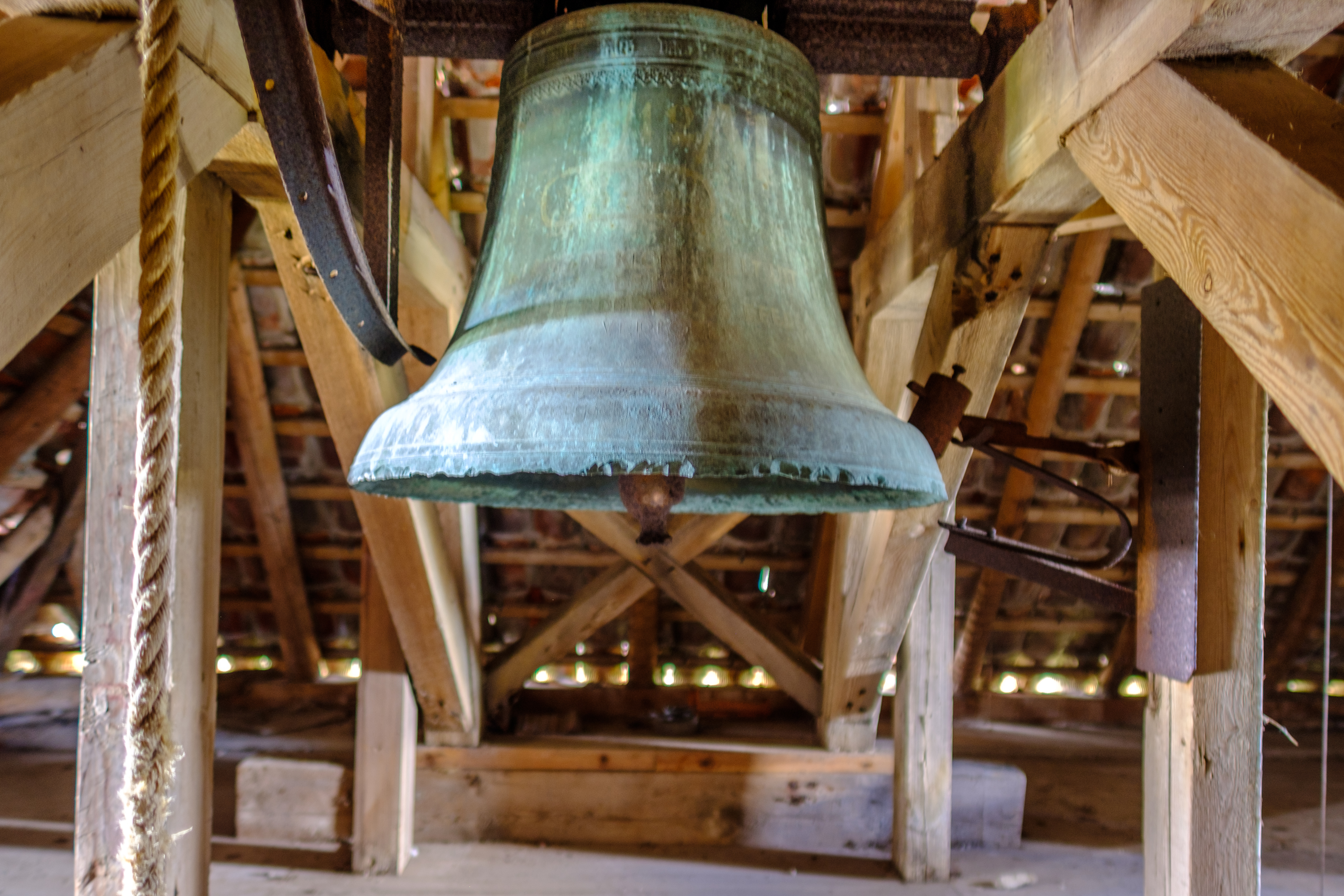
De klok uit 1617
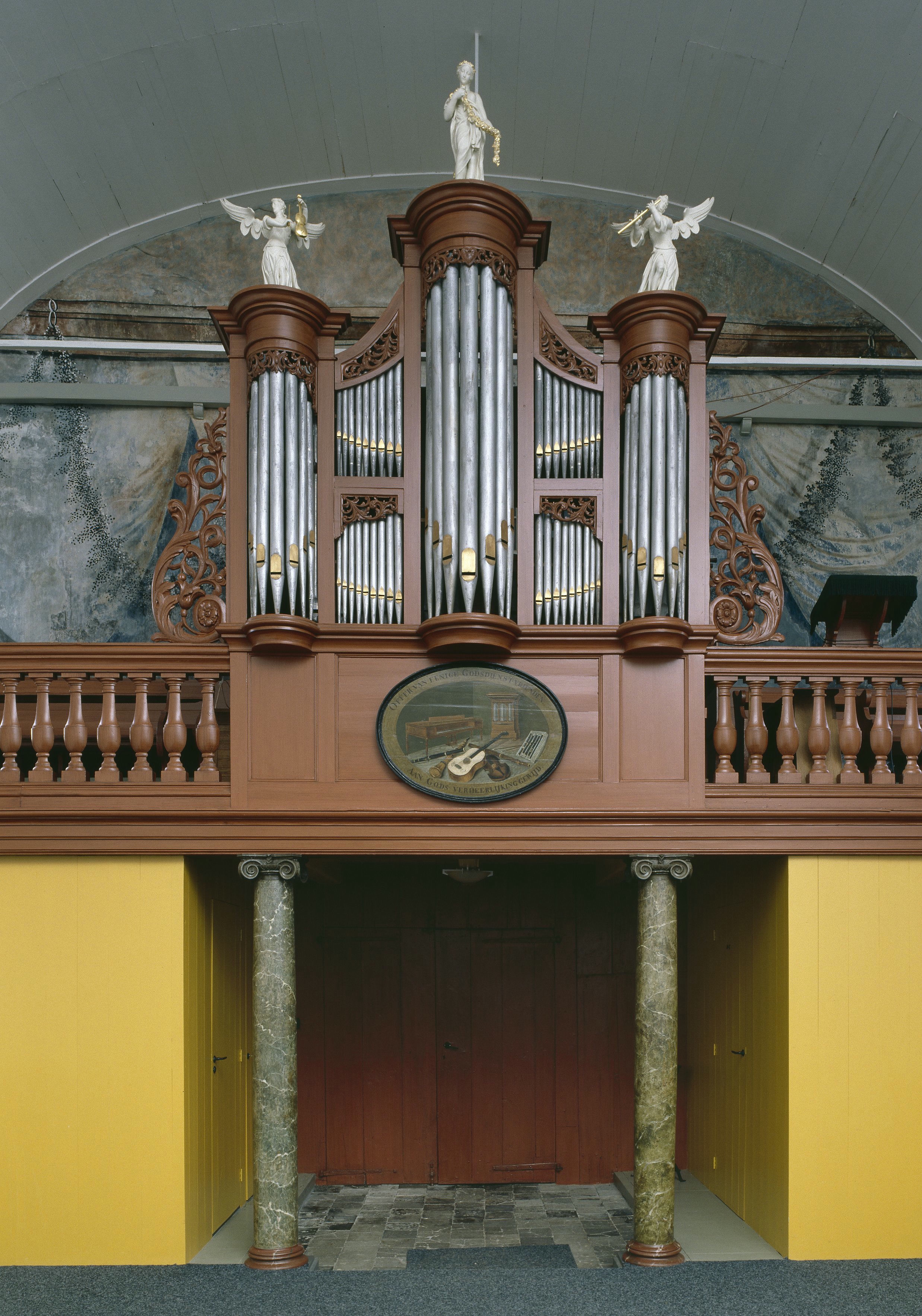
Het orgel uit de 18e eeuw
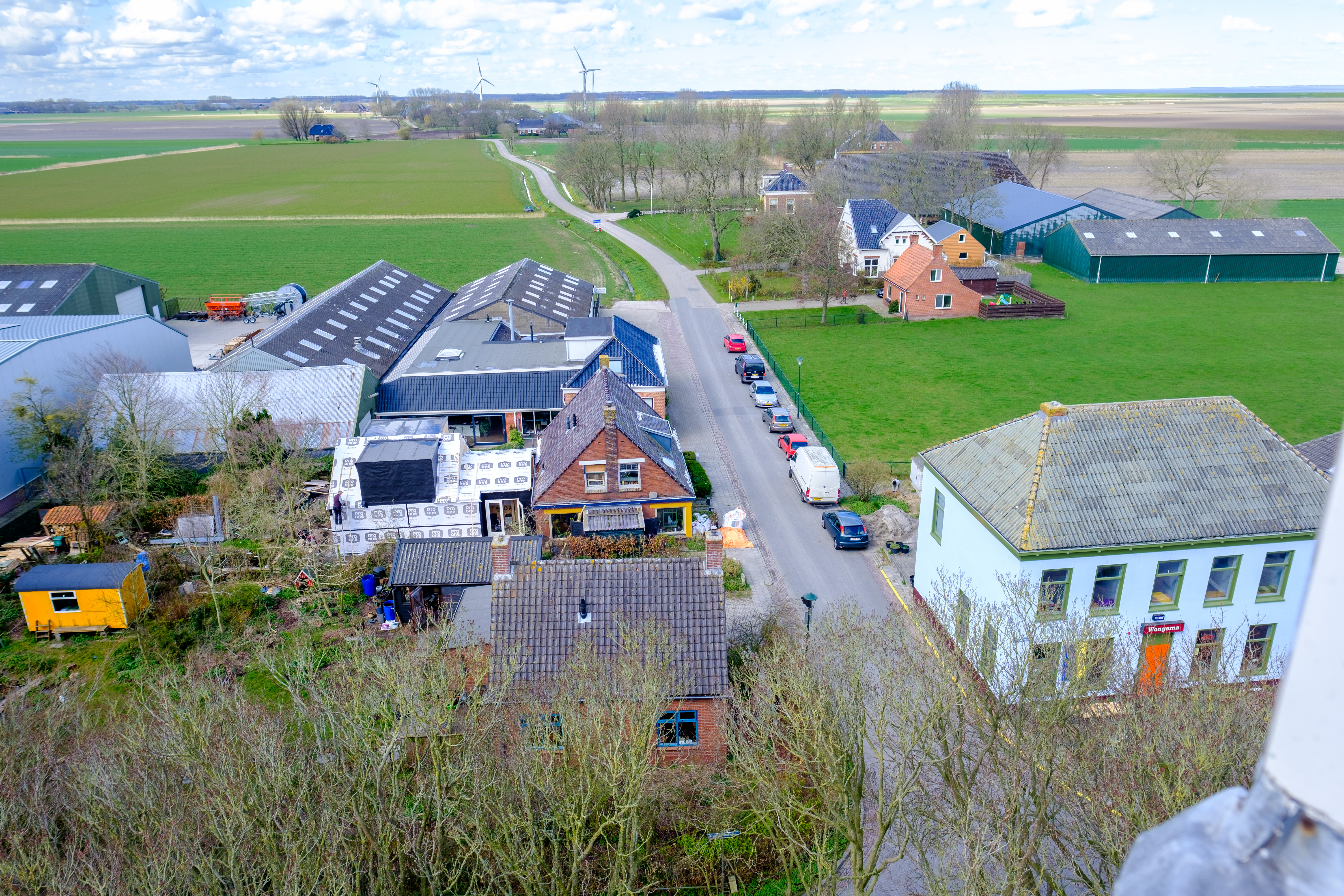
Het westelijke deel van het dorp gezien vanuit de toren